# Counterfeit e.p.
Counterfeit e.p. — перший сольний запис Мартіна Гора, основного автора пісень гурту Depeche Mode, випущений у 1989-му.
Міні-альбом Counterfeit e.p. складається з шести пісень кавер-версій, звідси і назва (з англ. підробка, фальшивка), яка натякає, що вони не Горового авторства. Counterfeit e.p. був записаний під час перерви після запису альбому Music for the Masses і туру на його підтримку; колега по гурту Алан Уайлдер також записав і випустив альбом Hydrology під псевдонімом Recoil протягом цього ж періоду.
Незважаючи на те, що реліз містить у своїй назві літери «e.p.» (див. міні-альбом), Mute Records присвоїв йому альбомний номер каталогу (STUMM67). Німецьким словом для «mute» (з англ. німий, безмовний, мовчазний) є «stumm».
У Франції і Німеччині було випущено промо-сингл на «In a Manner of Speaking».

## Список пісень
CD: Mute / CDSTUMM67 Велика Британія
1. «Compulsion» — 5:26 (автор і оригінальний виконавець Joe Crow)
2. «In a Manner of Speaking» — 4:19 (автор Winston Tong, оригінальний виконавець Tuxedomoon)
3. «Smile in the Crowd» — 5:02 (автор Vini Reilly, оригінальний виконавець The Durutti Column)
4. «Gone» — 3:28 (автори Fellows/Glaisher/Peake/Bacon, оригінальний виконавець Comsat Angels)
5. «Never Turn Your Back on Mother Earth» — 3:02 (автор Ron Mael, оригінальний виконавець Sparks)
6. «Motherless Child» — 2:48 (народна)